# Claude de la Baume
Claude de la Baume (ur. w 1534 w Franche-Comté, zm. 14 czerwca 1584 w Arbois) – sabaudzki kardynał.

## Życiorys
Urodził się w 1534 roku we Franche-Comté, jako syn Claude’a de La Baume i Guillemette’y d’Igny. 27 czerwca 1543 roku został wybrany arcybiskupem Besançon, uzyskując dyspensę z powodu nieosiągnięcia wieku kanonicznego (po rezygnacji jego wuja, pozostawał w randze administratora apostolskiego). 10 sierpnia 1566 roku przyjął święcenia kapłańskie. Członkowie kapituły, nieświadomi decyzji papieża, wybrali na arcybiskupa François Bonnalota. 4 czerwca 1570 roku Baume przyjął sakrę. Był stanowczym przeciwnikiem kalwinistów i w 1575 roku stłumił powstanie, co zapobiegło przejęciu kontroli protestantów na tym regionem. 21 lutego 1578 roku został kreowany kardynałem prezbiterem i otrzymał kościół tytularny Santa Pudenziana. Był także wicekrólem Neapolu. Zmarł 14 czerwca 1584 roku w Arbois.